# Jean I. Le Meingre
Jean I. Le Meingre, také Jean Le Brave, známý jako Boucicaut (~1310 – 6. nebo 7. března 1367 Dijon), maršál Francie, otec Jeana II. Le Meingre, rovněž známého jako Boucicaut.

## Životopis

### Původ
Jean se narodil kolem roku 1310 v Touraine. O jeho rodině není kromě jména jeho matky Cantebaude mnoho známo. Od mládí sloužil úspěšně v Gaskoňsku a Flandrech. Jeho život významně formovala stoletá válka mezi Anglií a Francií, která probíhala od roku 1337.
Kniha z roku 1337, Songe du Vergier, nazývá Boucicauta bezohledným mužem, který se jen málo zabývá slávou bez zisku a nikdy neztrácí ze zřetele péči o svůj majetek.
V červnu 1340 doprovázel výpravu vévody z Normandie, nejstaršího syna francouzského krále Filipa VI., Jana II. Dobrého, který se v čele armády snažil přesvědčit město Valenciennes, aby se přidalo na jeho stranu. Poté, co se Francouzi pod tlakem valencienských stáhli, byli napadeni a pronásledováni Gérardem de Werchin, hegenavským.senešalem. Francouzský oddíl pod vedením Guillauma de Craon zaútočil a poškodil nepřátelská opevnění, pak u Prouvy překročil Šeldu a zaútočil na Trith. Senešal jim přišel na pomoc, zajal Jeana, kterého jako zajatce přivezl do Valenciennes.
2. září 1345 doprovázel Jean dauphina z Viennes Humberta de la Tour-du-Pin z Marseille v křížové výpravě proti Turkům, kteří obléhali Smyrnu.

### Maršál Francie
Jean byl jmenován maršálem Francie 21. října 1356, poté byl v dauphinových dopisech (Karel Moudrý) z 22. května napsaných v Meaux jmenován generálporučíkem z Poitou, Touraine, Saintonge společně s Vilémem VII., pánem z Parthenay.
Byl jedním z vyjednavačů smlouvy z Brétigny, podepsané 8. května 1360, a byl zodpovědný za to, že převzal všechna místa, která měla být předána anglickému králi. Doprovázel krále (Jana II. Dobrého) na jeho cestě do Avignonu v roce 1362. (Karel V., král v roce 1364)
Boucicaut převzal od navarrského krále Karla města Mantes a Meulan. Zúčastnil se výpravy proti žoldnéřským společnostem a nahradil Bertranda du Guesclina ve velení vojsk v Normandii.
8. ledna 1362 byl bezmocným svědkem kapitulace města Cahors obklíčeného Johnem Chandosem.

### Konec života
Díky své manželce Florie de Linières se stal pánem z Bridoré, z Bourdaisière, snad i Azay.
Zemřel v Burgundsku 6. nebo 7. března 1368 během bojů proti žoldnéřským společnostem a byl pohřben ve své rodinné kapli v bazilice sv. Martina v Tours.

## Rodina
Jean I. měl bratra Geoffroye Le Meingre, který byl od roku 1363 biskupem v Laonu až do své smrti v roce 1370, a sestru jménem Matha.
Jeanovou manželkou byla Florie de Linieres a měli spolu dva syny. Po manželově smrti se znovu vdala za rytíře Maurice Mauvineta († kolem 1375) a zemřela roku 1406.
syn Jean II. Le Meingre (1366 – 1421), také přezdívaný Boucicaut, byl také maršálem Francie.
syn Geoffroy Le Meingre († kolem 1430), také přezdívaný Boucicaut, se po mnoha více či méně slavných dobrodružstvích, jako bylo obléhání Papežského paláce v Avignonu, když tam byl vzdoropapež Benedikt XIII. se stal guvernérem Dauphiné.